# Johann Friedrich Böttger
Johann Friedrich Böttger (Schleiz, 1682. február 4. – Drezda, 1719. március 13.) német alkimista, az európai porcelángyártás úttörője.

## Életpályája
Patikusinasként 1696-tól folytatott alkimista kísérleteket. Aranycsináló hírébe keveredett, ezért 1699-ben I. Frigyes porosz király embereinek zaklatása elől Szászországba menekült. 1700-ban visszatért, azonban 1701-ben újból menekülnie kellett, de Wittenbergben felismertek és elfogták. 1703-ban Erős Ágost szász választófejedelem elfogatta és fogságban tartotta Königsteinben, Meißenben és Drezdában, ahol alkimista kísérleteinek folytatására kényszerítette. Három év fogság után megszökött, azonban Ennsben, Ausztriában utolérték és elfogták. Tschirnhaus gróf bórax- és porcelánkészítésre használta fel Böttgert. Az előbbi sikerült is 1705-ben, de Böttgert állandó katonai őrizet alatt tartották, mivel meg akarták akadályozni, hogy a titok kiszivárogjon. Amikor a svédek 1706-ban betörtek Szászországba, Böttgert három segédjével együtt Königssteinbe vitték, ahol folytatták munkájukat.
Böttger 1706-ban felfedezte a kínai vörös kőcserép anyagát. Ez az anyag sokkal keményebb volt, mint  kínai elődei, ezért vasporcelánnak is nevezték. 1707-ben ismét Drezdába ment és 1708-ban, Tschirnhaus gróf halála után átvette a gyár vezetését. 1709-ben találta fel a fehér porcelánt. Az uralkodó e felfedezés birtokában alapította meg 1710. január 23-án a meisseni kőcserépgyárat, amelynek vezetését Böttgerre bízta. Ott a berlini, pétervári és bécsi udvarokkal alkudozni kezdett titkának felfedezése ügyében, amiért vizsgálatot indítottak ellene, de még a per befejezése előtt meghalt.